# Roman Andrejewitsch Rudenko

Grabmal Rudenkos auf dem Nowodewitschi-Friedhof in Moskau

Roman Andrejewitsch Rudenko (ukrainisch Роман Андрійович Руденко, russisch Роман Андреевич Руденко, wiss. Transliteration Roman Andreevič Rudenko; * 25. Julijul. / 7. August 1907greg. in Nossiwka; † 23. Januar 1981 in Moskau) war langjähriger Generalstaatsanwalt der UdSSR und sowjetischer Hauptankläger beim Nürnberger Prozess gegen die Hauptkriegsverbrecher.

## Leben
Rudenko wurde am 25. Julijul. / 7. August 1907greg. im Dorf Nossiwka (heute Ukraine) im Bezirk Tschernigow als Sohn einer Bauernfamilie geboren. Als 17-jähriger Arbeiter einer Zuckerfabrik wurde er 1926 in die kommunistische Partei aufgenommen. 1929 ordnete ihn die Parteiführung seines Heimatbezirks zum Studium an die Moskauer Juristenschule ab.  Anschließend war er in der Staatsanwaltschaft von Tschernigow mit der Bekämpfung des „Kulakentums“ und des angeblichen ukrainischen Nationalismus befasst.
Nach einem Aufbaustudium an der Rechtsakademie der UdSSR trat er 1937 an die Spitze der Staatsanwaltschaft des Industriebezirks Donezk. Als Mitglied einer Troika des NKWD gemäß dem NKWD-Befehl Nr. 00447 vom 30. Juli 1937 war er an zahlreichen Todesurteilen während des Großen Terrors beteiligt. 1942 stieg er zum Stellvertreter des Leiters der Staatsanwaltschaft der Ukrainischen SSR auf und ersetzte diesen zwei Jahre später. Als Generalleutnant des Justizdienstes war er auch für die Bestrafung von Kollaborateuren mit den deutschen Besatzern zuständig. In dieser Funktion arbeitete er eng mit dem Parteichef der Ukrainischen Sowjetrepublik, Nikita Chruschtschow, zusammen.
Im Juni 1945 vertrat Rudenko die Anklage im Moskauer „Prozess der Sechzehn“ gegen antikommunistisch eingestellte Führer polnischer Gruppierungen, die im Zweiten Weltkrieg den Widerstand gegen die deutschen Besatzer organisiert hatten. Die polnischen Politiker und Militärführer, unter ihnen Leopold Okulicki, der letzte Oberbefehlshaber der Heimatarmee (AK), waren drei Monate zuvor vom NKWD bei Warschau in eine Falle gelockt und nach Moskau entführt worden.
Im Nürnberger Kriegsverbrecherprozess von 1945 bis 1946 war er der Hauptankläger der sowjetischen Seite. Wie auch François de Menthon, der französische Ankläger, forderte er Todesstrafen für alle Angeklagten. Bei dem Prozess bezeichnete Rudenko das geheime Zusatzprotokoll zum Hitler-Stalin-Pakt als Fälschung. Er drang auch darauf, das Massaker von Katyn in die Liste der Anklagepunkte aufzunehmen. Doch nach widersprüchlichen Aussagen der von Moskau aufgebotenen Zeugen setzte die amerikanische Seite durch, dass dieser Punkt fallen gelassen wurde. Die in den folgenden Jahren umlaufende Version, Rudenko sei während der Anhörungen zu Katyn von Hermann Göring beschuldigt worden, selbst zu den Verantwortlichen für den Massenmord an den polnischen Offizieren zu gehören, und habe daraufhin in einem Wutanfall zwei Pistolenschüsse auf Göring abgegeben, wird von Fachhistorikern als abwegig bezeichnet.
Beim Machtkampf in der KPdSU nach dem Tod Stalins 1953 stand er auf der Seite Chruschtschow, des neuen Ersten Sekretärs. Dieser setzte die Ernennung Rudenkos zum Generalstaatsanwalt der UdSSR durch. In dieser Eigenschaft fuhr er im August 1953 in das Arbeitslager Workuta, um die Initiatoren des Aufstands und Streiks zu bestrafen. Nach Augenzeugenberichten erschoss er persönlich vor einer Gruppe von Gefangenen einen der Streikführer. Er ordnete die Niederschlagung des Aufstands durch Waffengewalt an; dabei kamen den Berichten zufolge mehrere Hundert Zwangsarbeiter zu Tode.
Nach der Verhaftung des bisherigen NKWD-Chefs Lawrenti Beria am 26. Juni 1953 war Rudenko mit der offiziellen Untersuchung betraut, die diesem eine parteifeindliche Verschwörung zu unterstellen hatte. 1956 rückte Rudenko als Gefolgsmann Chruschtschows in die erweiterte Parteiführung auf, er wurde Kandidat des Zentralkomitees der KPdSU. Er nahm am XX. Parteitag der KPdSU teil, auf dem Chruschtschow in seiner Geheimrede die an Parteimitgliedern begangenen Verbrechen Stalins verurteilte. In der Folge war Rudenko mit der Rehabilitierung einer begrenzten Gruppe von Mitgliedern der KP befasst, von denen allerdings keines früher der Parteiführung angehört hatte. Die Namen der im Auftrag Stalins ermordeten früheren Mitglieder des Politbüros wie Nikolai Bucharin, Lew Kamenew, Karl Radek, Grigori Sinowjew und Lew Trotzki blieben weiter tabu.
1960 leitete Rudenko die internationales Aufsehen erregende Untersuchung gegen Francis Gary Powers, den über sowjetischem Territorium abgeschossenen Piloten eines US-amerikanischen Spionage-Flugzeuges. Auf dem XXII. Parteitag 1961, der die Entstalinisierung fortsetzte, wurde Rudenko zum Mitglied des Zentralkomitees bestimmt. Im folgenden Jahr war er für die Bestrafung der Teilnehmer des Aufstandes von Nowotscherkassk zuständig, sieben von ihnen wurden zum Tode, 323 zu Haftstrafen verurteilt.
In seinem Amt als Generalstaatsanwalt überstand er auch den Sturz Chruschtschow 1964. Unter dem neuen Parteichef Leonid Breschnew rückte der Kampf gegen Dissidenten in das Zentrum der Tätigkeit Rudenkos. Auf seinen Schreibtisch kamen alle prominenten Fälle, er arbeitete dabei eng mit dem KGB-Chef Juri Andropow zusammen. 1976 forderte er wegen angeblichen Landesverrats die Todesstrafe für den Korvettenkapitän Waleri Sablin, der durch eine Meuterei auf seinem Schiff einen Radioauftritt erzwingen wollte, um das privilegierte Leben der höheren Parteifunktionäre anzuprangern.
Mit zahlreichen hohen sowjetischen Orden geehrt stand Rudenko bis zu seinem Tod 1981 an der Spitze der sowjetischen Strafverfolgungsbehörden. Begraben wurde er auf dem Prominentenfriedhof des Moskauer Neujungfrauenklosters.
In der DDR erhielt er 1975 den Orden Stern der Völkerfreundschaft in Gold.

## Werke
- „Die Gerechtigkeit nehme ihren Lauf!“ Anklagerede des Generalleutnants R. A. Rudenko im Nürnberger Prozeß. Berlin: Verlag der Sowjet. Militärverwaltung in Deutschland, 1946.